# Mila Majster-Cederbaum

Universität München

Mila Majster-Cederbaum (* 1949) ist Hochschullehrerin an der Ludwig-Maximilians-Universität München im Institut für Informatik, die erste Lehrstuhlinhaberin der Informatik an der Universität Mannheim und wurde dort im Jahre 2001 zur Prorektorin gewählt.

## Werdegang
Mila Majster-Cederbaum wurde 1984, mit nur 35 Jahren Professorin im Institut der Informatik II an der Universität Mannheim. Dort wurde sie zur ersten weiblichen Lehrstuhlinhaberin der Informatik ernannt. Im Jahr 2001 wurde sie außerdem mit großer Mehrheit der Senatoren, zur Prorektorin gewählt. Sie ist seit 1999 Mitglied im Senat der Universität Mannheim und unterstützt die Studienstiftung des Deutschen Volkes seit vielen Jahren als Jurorin. Außerdem war sie fünf Jahre lang ein Mitglied der Senatskommission zur Förderung der gleichberechtigten Entfaltung von Frauen in Forschung und Lehre und ist Mitglied der GIBU (Beirat der Universitätsprofessoren).
Heute arbeitet sie an der Ludwig-Maximilians-Universität München, ebenfalls im Institut für Informatik im Bereich der Programmierung und Softwaretechnik. Mit der Informatikerin Christel Baier hat sie 13 wissenschaftliche Artikel publiziert.
Ihre Forschungsarbeiten belaufen sich auf die Prinzipien der Computersprache, Spezifikation und Verifikation der reaktiven Systeme und auf Bioinformatik.

## Projekte

### Artikel
- Majster-Cederbaum, Mila; Semmelrock, Nils: A basis for compositionally ensuring safety properties and its connection to relational algebraic operators. In: Science of Computer Programming 98, S. 516–530.[6]

- Lambertz, Christian; Majster-Cederbaum, Mila: Efficient deadlock analysis of component-based software architectures. In: Science of Computer Programming 78 (12), S. 2488–2510.

- Majster-Cederbaum, Mila; Semmelrock, Nils: A basis for compositionally ensuring safety properties and its connection to relational algebraic operators. In: Science of Computer Programming 98, S. 516–530.

- Majster-Cederbaum, Mila; Semmelrock, Nils: Reachability in Cooperating Systems with Architectural Constraints is PSPACE-Complete. In: Electron. Proc. Theor. Comput. Sci. 138, S. 1–11.

- Martens, Moritz; Majster-Cederbaum, Mila: Deadlock-freedom in component systems with architectural constraints. In: Form Methods Syst Des 41 (2), S. 129–177.

- Wolf, Verena; Baier, Christel; Majster-Cederbaum, Mila: Trace Semantics for Stochastic Systems with Nondeterminism. In: Electronic Notes in Theoretical Computer Science 164 (3), S. 187–204.

- Zhan, Naijun; Majster-Cederbaum, Mila: On hierarchically developing reactive systems. In: Information and Computation 208 (9), S. 997–1019.

- Majster-Cederbaum, Mila. (2007). Infinite Possible Worlds for Process Algebras

- Majster-Cederbaum, Mila & Wu, Jinzhao & Yue, Houguang. (2006). Refinement of actions for real-time concurrent systems with causal ambiguity. Acta Informatica. 42. 389-418. 10.1007/s00236-005-0172-4.

- Fecher, Harald & Majster-Cederbaum, Mila. (2005). Event Structures for Arbitrary Disruption.. Fundam. Inform.. 68. 103-130.

- Verena Wolf, Christel Baier, and Mila Majster-Cederbaum. 2006. Trace Machines for Observing Continuous-Time Markov Chains. Electron. Notes Theor. Comput. Sci. 153, 2 (May, 2006), 259–277.
- Christel Baier and Mila Majster-Cederbaum. 1997. How To Interpret And Establish Consistency Results For Semantics Of Concurrent Programming Languages. Fundam. Inf. 29, 3 (August 1997), 225–256.

### Konferenzbeiträge
- Lambertz, Christian; Majster-Cederbaum, Mila (Hg.): Analyzing Component-Based Systems on the Basis of Architectural Constraints (7141).

- Lambertz, Christian; Majster-Cederbaum, Mila (Hg.) (2010): Port Protocols for Deadlock-Freedom of Component Systems (38).

- Freiling, Felix C.; Lambertz, Christian; Majster-Cederbaum, Mila (Hg.): Modular Consensus Algorithms for the Crash-Recovery Model.

- Martens, Moritz; Majster-Cederbaum, Mila (Hg.): Using Architectural Constraints for Deadlock-Freedom of Component Systems with Multiway Cooperation.

- Majster-Cederbaum, Mila; Martens, Moritz (Hg.): Compositional analysis of deadlock-freedom for tree-like component architectures.

- Gössler, G. & Graf, Susanne & Majster-Cederbaum, Mila & Martens, M. & Sifakis, Joseph. (2006). Ensuring Properties of Interaction Systems by Construction.

- Majster-Cederbaum, Mila & Semmelrock, Nils & Wolf, Verena. (2007). Interaction Models for Biochemical Reactions.. 480-486.

- Zhan, Naijun & Majster-Cederbaum, Mila. (2005). Deriving Non-determinism from Conjunction and Disjunction. 3731. 351-365. 10.1007/11562436_26.